# راي ريتشموند (صحفي)
راي ريتشموند (بالإنجليزية: Ray Richmond)‏ هو صحفي أمريكي، ولد في 19 أكتوبر 1957.

## وصلات خارجية
- راي ريتشموند على موقع IMDb (الإنجليزية)